# Danny Makkelie
Danny Desmond Makkelie (Willemstad, 28 gennaio 1983) è un arbitro di calcio olandese.

## Carriera
Intraprende la carriera arbitrale a 16 anni, e fa successivamente il suo debutto nel calcio professionistico nel 2005, a 22 anni. Nel novembre 2009 è arrivato a dirigere in Eredivisie, in occasione di Heracles Almelo - Sparta Rotterdam. È nominato internazionale con decorrenza dal 1º gennaio 2011. L'anno seguente viene convocato dall'UEFA per il campionato europeo under 19 in Estonia, dove dirige due partite della fase a gironi e successivamente la finale tra Spagna e Grecia. Pochi mesi dopo fa il suo esordio nella fase a gironi dell'Europa League.
Il 21 ottobre 2014 dirige la sua prima partita in Champions League, nella circostanza l'incontro della terza giornata tra Chelsea e Maribor. Noto per la sua severità, detiene il record di partita dell'Eredivisie con più cartellini (13), che risale a ADO Den Haag - Feyenoord, valida per la prima giornata del campionato 2014-15. Nel 2015 è selezionato dall'UEFA in vista del Campionato europeo di calcio Under-21 2015. Qui dirige due gare della fase a gironi.
Nell'ottobre 2015 è selezionato dalla FIFA per prender parte al Campionato mondiale di calcio Under-17 2015 in programma in Cile. Il 30 aprile 2018 viene selezionato ufficialmente in qualità di VAR dalla FIFA per i mondiali di Russia 2018. Nel gennaio 2019 viene selezionato in qualità di Video Assistant Referee per la Coppa d'Asia 2019. Il 14 maggio 2019 viene designato sempre in qualità di VAR per la finale di Champions League tra Tottenham e Liverpool, disputatasi il 1º giugno 2019 al Wanda Metropolitano di Madrid, diretta dallo sloveno Damir Skomina.
Il 18 settembre 2019 arbitra la partita dei gironi di UEFA Champions League fra Atlético Madrid e Juventus. Il 18 agosto 2020 viene designato per dirigere la finale di Europa League tra Siviglia e Inter disputata a Colonia. Il 21 aprile 2021 viene selezionato per la competizione Europea dell'estate successiva durante la quale arbitrerà sia la partita inaugurale Turchia-Italia, svoltasi Roma, che Inghilterra-Danimarca una delle due semifinali del torneo.
Il 23 aprile 2024 la UEFA lo ha convocato per il campionato d'Europa 2024 in Germania, insieme agli assistenti Hessel Steegstra e Jan de Vries, ai VAR Rob Dieperink e Pol van Boekel ed ai colleghi Serdar Gözübüyük e Johan Balder nel ruolo di quarto ufficiale o riserva di assistente arbitrale.